# Copa Chevallier Boutell 1940
Copa Chevallier Boutell 1940 – turniej towarzyski o Puchar Chevallier Boutell między reprezentacjami Paragwaju i Argentyny rozegrano po raz siódmy w 1940 roku.

## Mecze
| 18 lutego Avellaneda |  | Argentyna | 3 | - | 1 | Paragwaj |

| 25 lutego San Martín |  | Argentyna | 4 | - | 0 | Paragwaj |

## Końcowa tabela
| M | Reprezentacja | L.m. | Zw. | Rem. | Por. | Bramki | R.br. | Pkt |
| 1 | Argentyna     | 2    | 2   | 0    | 0    | 7:1    | +6    | 4   |
| 2 | Paragwaj      | 2    | 0   | 0    | 2    | 1:7    | -6    | 0   |

Triumfatorem turnieju Copa Chevallier Boutell 1940 został zespół Argentyny.